# 1964 à Terre-Neuve-et-Labrador
Chronologie de Terre-Neuve-et-Labrador
- 1960
- 1961
- 1962
- 1963
- 1964
- 1965
- 1966
- 1967
- 1968

Cette page concerne des événements survenus en 1964 dans la province canadienne de Terre-Neuve-et-Labrador.

## Politique
- Premier ministre : Joseph Smallwood
- Chef de l'Opposition :
- Lieutenant-gouverneur :
- Législature :

## Naissances
- 28 mars : Lisa Lynne Moore, née à Saint-Jean de Terre-Neuve, écrivaine canadienne.